# Proasellus gourbaultae
Proasellus gourbaultae là một loài chân đều trong họ Asellidae. Loài này được Henry & Magniez miêu tả khoa học năm 1981.